# Monaldo Trofi
Monaldo Trofi - également connu sous le nom de Monaldo Corso ou Monaldo da Viterbo ou il Truffetta - (actif de 1505 à 1539 environ) est un peintre italien de la Renaissance actif à Viterbe (Latium.

## Biographie
Monaldo Trofi serait né en Corse à la fin des années 1470, puis transfuge au Latium se serait formé auprès d'Antonio del Massaro le principal artiste local de la précédente génération . Son style se rapproche de celui de Luca Signorelli.
Monaldo Trofi est documenté en 1504 en collaboration concernant des œuvres de la cathédrale de Corneto avec  Antonio del Massaro, Luca Signorell et Costantino di Jacopo Zelli.
La plupart de sa production est constituée de peintures sacrées.

## Œuvres
- Vierge à l'Enfant en trône entre saint Jean l'Évangéliste, saint François d'Assise, saint Jérôme et saint Jean Baptiste pour l'église de San Francesco à Canino[3].
- Walters Art Museum de Baltimore possède deux tablettes représentant saint Antoine Abbé et saint Sébastien, datées d'environ 1505[4].
- Déposition; Musée national de Tarquinia datée de 1507.

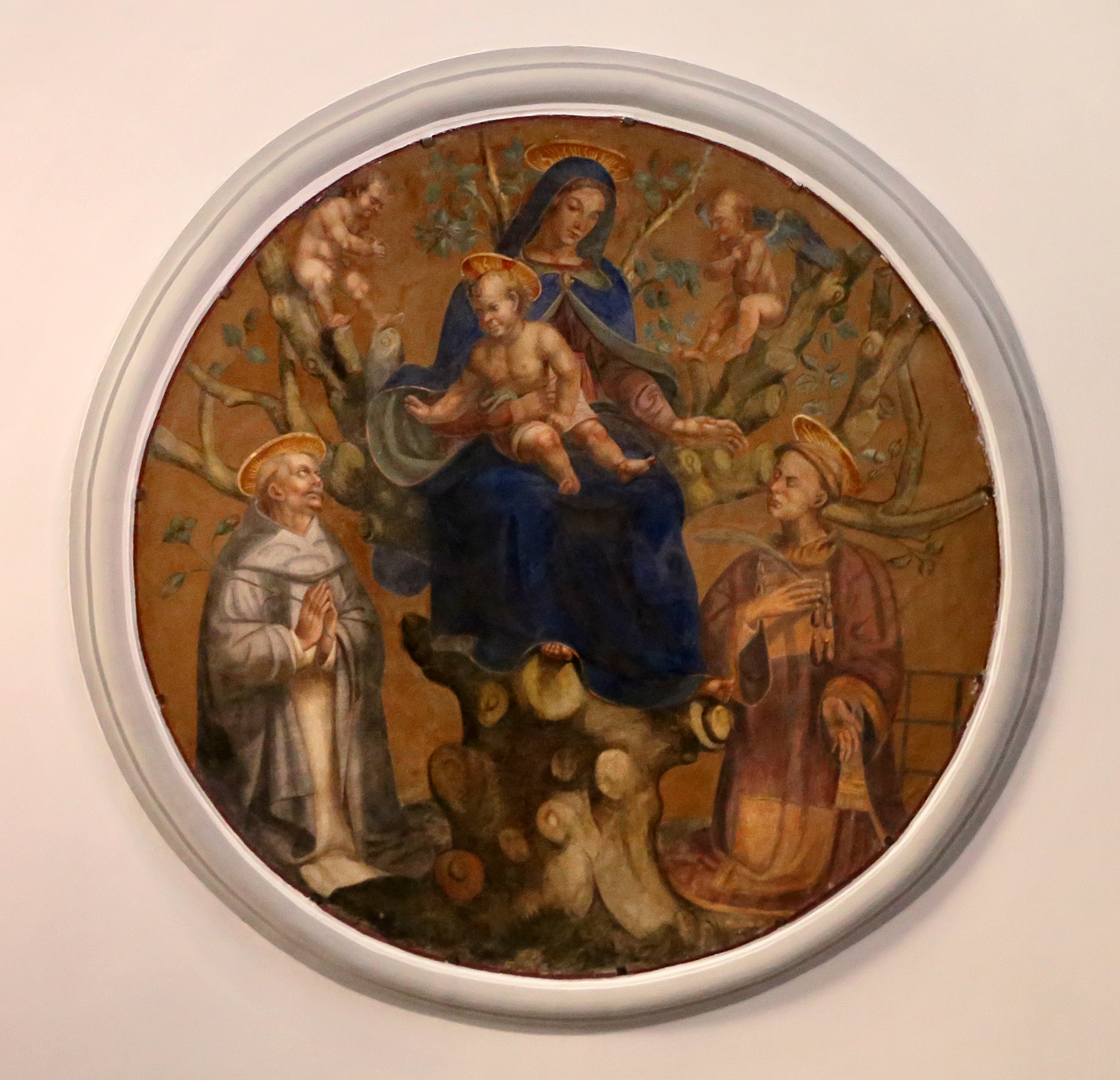
Madonna della Quercia, Viterbe